# آتنشتت
آتنشتت (به آلمانی: Athenstedt) یک منطقهٔ مسکونی در آلمان است که در هالبراشتات واقع شده‌است. آتنشتت ۴۳۱ نفر جمعیت دارد.